# Yerlan Slyambayev
Yerlan Slyambayev (3 de julio de 1981) es un deportista kazajo que compitió en judo. Ganó una medalla de bronce en el Campeonato Asiático de Judo de 2003 en la categoría de –66 kg.

## Palmarés internacional
| Campeonato Asiático | Campeonato Asiático  | Campeonato Asiático | Campeonato Asiático |
| Año                 | Lugar                | Medalla             | Categoría           |
| ------------------- | -------------------- | ------------------- | ------------------- |
| 2003                | Jeju (Corea del Sur) | Medalla de bronce   | –66 kg              |